# Voilà Freddy!
Voilà Freddy! ist das vierte Extended-Play-Album des österreichischen Schlagersängers Freddy Quinn, das 1957 im Musiklabel Polydor (Nummer 20 757 EPH) erschien.

## Plattencover
Auf dem Plattencover sind im Hintergrund Palmengewächse, Flamingoblumen und eine abnehmende Mondsichel zu sehen, während im Vordergrund Freddy Quinn seine Gitarre spielt und ein rotes Halstuch trägt.

## Musik
Le Seul Pays wurde von Lotar Olias, Peter Moesser und Jean Loysel im Foxtrott geschrieben, Rosalie ist ein Slowfox von Hans Henderlein und François Llenas. The Banana Boat Song ist ein Calypso, das aus der Bearbeitung eines Volkslieds durch Erik Darling, Bob Carey, Alan Arkin und Jacques Larue entstand. Seul au monde, ein zweiter Foxtrott, stammt von Lotar Olias, Peter Moesser und Jacques Larue.
Alle vier Stücke wurden auf Französisch interpretiert und waren zuvor von Quinn bereits in Deutsch gesungen worden. Bei Le Seul Pays (Wer das vergisst), Rosalie und Seul au monde (Heimatlos) nahm Quinn die französische Version eigener Lieder auf, Banana Boat Song ist ein jamaikanisches Volkslied.

## Titelliste
Das Album beinhaltet folgende vier Titel:
- Seite 1

1. Le Seul Pays
2. Rosalie

- Seite 2

1. The Banana Boat Song
2. Seul au monde